# ジョン・エレファンテ
ジョン・エレファンテ（John Elefante）は、アメリカ合衆国の歌手、作曲家、音楽プロデューサー。元カンサスのリード・ボーカリストとして知られている。

## 経歴
ニューヨーク州レビットタウンにて出生。間もなくカリフォルニア州ロングビーチに引越し、ブラザーフッドという名の家族バンドでボーカルとドラムを担当。音楽人生のほとんどを次兄ディノ・エレファンテとともに歩んできた。
1981年にケリー・リヴグレンが書く宗教詩を嫌ってスティーヴ・ウォルシュがカンサスを脱退するという話を友人から聞きつけ、マネージャーのバッド・カーにテープを送る。当時世界随一とされた興行バンドのボーカル担当のオーディションには200人が殺到したが、サミー・ヘイガー、ダグ・ピニックらを退け、エレファンテが選出された。スタジオ、ライブとも安定した歌唱力と演奏力があり、その作曲力や、リヴグレンと対立しない宗教観など、これ以上の人物は存在しないと思われる程ツボにはまった人選であった。
カンサスでは、『ビニール・コンフェッション』『ドラスティック・メジャーズ』『ベスト・オブ・カンサス』の3枚のアルバムと、グループ結成10周年記念ライブ・ビデオに参加した後に脱退することとなる。
その後は、ディノ・エレファンテとのマステドンや、ソロとして活動。また、音楽プロデューサーとしてさまざまなアーティストを担当している。
現在、テネシー州ナッシュビル在住。

## ディスコグラフィ

### ソロ・アルバム
- Windows of Heaven (1995年、Word Records)
- Corridors (1997年、Pamplin Music)
- Defying Gravity (1999年、Pamplin)
- On My Way to the Sun (2013年)

### カンサス
- 『ビニール・コンフェッション』 - Vinyl Confessions (1982年)
- 『ドラスティック・メジャーズ』 - Drastic Measures (1983年)
- 『ベスト・オブ・カンサス』 - The Best of Kansas (1984年) ※コンピレーション。新曲「Perfect Lover」収録

### マステドン
- It's a Jungle Out There! (1989年、Regency)
- Lofcaudio (1990年、Pakaderm)
- 『スリー』 - 3 (2009年) ※with ジョン・エレファンテ名義。『Revolution of Mind』として再発あり